# Мо Остін
Мо Остін (народився Морріс Меєр Островский; нар. 27 березня 1927 — пом. 31 липня 2022) — американський музичний директор, який працював у кількох компаніях, зокрема Verve, Reprise Records, Warner Bros. Records і DreamWorks. Він був головою та головним виконавчим директором Warner/Reprise з 1972 по 1994 рік, підписавши контракт з The Kinks і Джимі Гендріксом. У 2003 році його включили до Зали слави рок-н-ролу.

## Раннє життя
Остін народився як Морріс Меєр Островський в Нью-Йорку 27 березня 1927 року. Його родина мала єврейське походження та втекла з Росії під час російської революції. Зрештою вони переїхали до Лос-Анджелеса, коли Остіну було тринадцять років, родина керувала невеликим продуктовим ринком неподалік від театру Фейрфакс. Він відвідував середню школу Фейрфакс, а потім вивчав економіку в Каліфорнійському університеті Лос-Анджелеса (КУЛА). Згодом він навчався в Школі права Каліфорнійського університету в Лос-Анджелесі, але кинув навчання, щоб утримувати свою сім'ю.

## Кар'єра
Остін розпочав свою кар'єру в середині 1950-х років як фінансовий контролер у Clef Records, звукозаписувальній компанії, заснованій Норманом Гранцем, братом друга та сусіда Ірвінга Гранца. Невдовзі компанію перейменували на Verve, де він брав участь у Jazz At The Philharmonic, компанії, яка займалася організаціями живих виступів зірок лейблу. Френк Сінатра не зміг купити Verve, яку зрештою придбала MGM Records. Повідомляється, що Сінатру настільки вразили артисти компанії та стиль менеджменту, що у 1960 році він заснував власну Reprise Records і найняв Остіна її очолити. Через три роки Reprise об'єдналися з Warner Bros. Першим рок-гуртом, з яким Остін уклав угоду в Reprise, стали The Kinks. У 1967 році він підписав контракт з Джимі Гендріксом після того, як побачив його виступ на попфестивалі в Монтереї.
Остін провів 31 рік у Warner/Reprise з 1963 по 1994 рік, обіймаючи посаду голови та генерального директора з 1972 року. Він спостерігав за підписанням контрактів з Прінсом, Нілом Янгом, Джоні Мітчелл, Fleetwood Mac, R.E.M, Мадонною, Полом Саймоном, Talking Heads, Grateful Dead, Red Hot Chili Peppers, Van Halen, The Who та Ренді Ньюманом. Він став відомий тим, що надав митцям творчу свободу та створив компанію, орієнтовану на них, пояснюючи цей погляд часом, проведеним із Сінатрою. Пізніше Остін розповідав, як він довіряв Прінсу на стільки, що слухав його музику лише після того, як вона була завершена. Остін також зіграв важливу роль у придбанні Warner Communications незалежного лейбла Elektra, а також у подальшому створенні WEA Corporation і WEA International. Визнаний титаном індустрії, він обіймав посаду голови Американської асоціації компаній звукозапису протягом двох років. У 1994 році він різко залишив Warner після їхньої просьби скоротити зарплату, відхиливши їхню пропозицію залишитись на третій термін. Він описав ситуацію як «найскладнішу річ, через яку я коли-небудь проходив у бізнесі», додавши, що «вона потрясла [його] до глибини душі».
У жовтні 1995 року Остін приєднався до музичного підрозділу розважального конгломерату DreamWorks SKG. У 2003 році Пол Саймон, Ніл Янг і Лорн Майклс включили Остіна до Зали слави рок-н-ролу. Через три роки він отримав нагороду президента Академії звукозапису за заслуги на церемонії «Греммі Салют іконам індустрії» у 2006 році.

### Філантропія
Випускники Каліфорнійського університету в Лос-Анджелесі, Остін і його дружина Евелін, пожертвували 10 мільйонів доларів і відіграли вирішальну роль у створенні університетського музичного центру Евелін і Мо Остінів, найсучаснішого музичного закладу в кампусі. У березні 2015 року Остін пожертвував 10 мільйонів доларів Каліфорнійському університету в Лос-Анджелесі на створення сучасного тренувального Баскетбольного центру Мо Остіна, який відкрили у жовтні 2017 року й назвали на його честь. Він також був членом ради відвідувачів Школи мистецтв і архітектури КУЛА та Музичної школи імені Герба Альперта КУЛА та підтримував Центр виконавського мистецтва КУЛА.

## Особисте життя
Остін був одружений з Евелін 55 років до її смерті у 2005 році. У пари народилось троє дітей: Ренді, Кенні та Майкл Остіни. Усі троє працювали керівниками в Warner. Кенні та Ренді померли у 2004 та 2013 роках відповідно.
Остін помер уві сні 31 липня 2022 року у віці 95 років.